# Rede van Texel

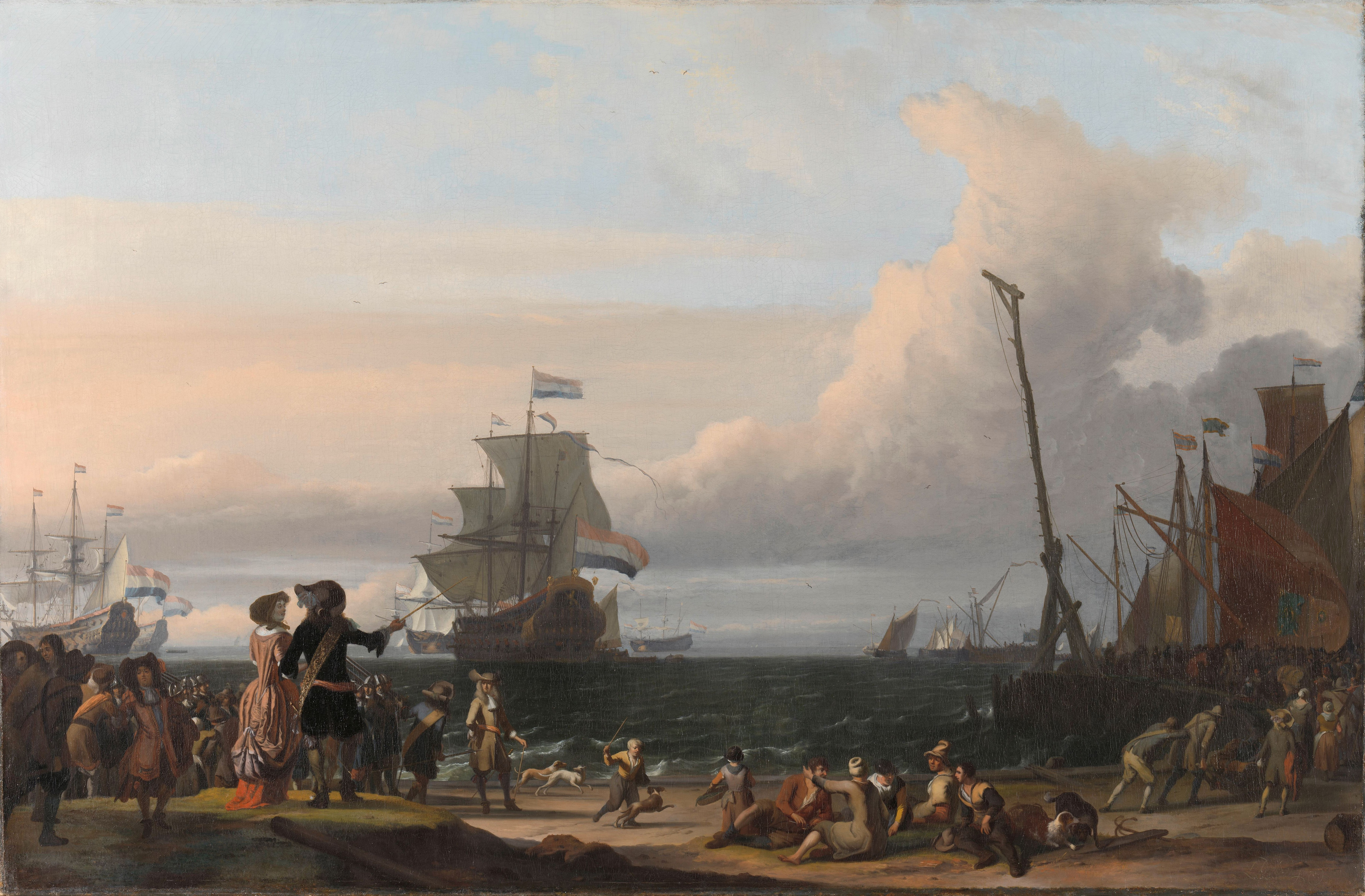
Nederlandse schepen op de rede van Texel, een schilderij van Ludolf Bakhuizen uit 1671

De Rede van Texel, vroeger gespeld als Reede van Texel, was een ankerplaats voor schepen aan de zuidoosthoek van Texel. Van de vijftiende tot begin negentiende eeuw was zij van belang voor de scheepvaart vanuit het gehele Zuiderzeegebied. Op de rede wachtten schepen op een gunstige wind om uit te zeilen, of namen zij bijvoorbeeld proviand en water in. Ook functioneerde de rede als overslagplaats voor schepen die beladen een te grote diepgang hadden voor de Zuiderzee. De bloeitijd van de Rede van Texel lag globaal tussen 1500 en 1800. In de negentiende eeuw kwam een eind aan het gebruik om bij Texel te ankeren.

## Ontstaan
Scheepvaart op de lange afstand ontstond in de Nederlanden in de dertiende eeuw. Reeds in die tijd was er sprake van een baai en mogelijk een ankerplaats voor schepen die op een gunstige wind wachtten. Die bevond zich echter aan het Marsdiep, ten zuiden van het huidige Den Hoorn. In de loop van de veertiende eeuw raakte die plek door verzanding steeds minder geschikt. De baai werd ingepolderd en staat thans als De Naal bekend. Iets zuidelijker was een nieuwe ankerplaats ontstaan, in een baai die Cule of Cuulen werd genoemd, maar in de loop van de vijftiende eeuw verzandde ook deze en werd ze ingedijkt. Hierna verschoof de ankerplaats naar de oostkant van het eiland, rond de vaargeul Texelstroom. Hier kreeg ze het belang dat ze eeuwen zou houden en werd ze de Rede van Texel genoemd.

### Windrichtingen
De Rede van Texel was met name van belang voor schepen die noorden- of oostenwinden nodig hadden en daarbij ging het om bestemmingen naar het westen en zuiden. De Rede van Vlieland was al eerder van grote betekenis voor schepen die wind uit het zuiden of westen nodig hadden om noord- of oostwaarts te zeilen, bijvoorbeeld naar de Oostzee. Deze zogenaamde moedernegotie ontstond eerder dan die op Azië, Afrika en Amerika.

## Functies
De Rede van Texel was in de eerste plaats een locatie om veilig te ankeren en op gunstige wind te wachten. Daarnaast was het een plek waar loodsen aan boord kwamen en waar schepen drinkwater en proviand konden inslaan. Ten slotte was het een plaats om goederen over te laden op lichters, daar de meeste koopvaarders te diep staken voor de ondiepten van de Zuiderzee. Getuige het Hanzereglement van de stad Kampen uit 1400 hadden de eerdere ankerplaatsen aan de zuidkant van het eiland deze functies al. Het belang ervan nam echter enorm toe nadat de ankerplaats naar de oostkant van het eiland was verhuisd. In de loop van de zestiende eeuw werden steeds grotere schepen gebouwd, waarmee de noodzaak voor overslag toenam. De ankerende schepen waren meest koopvaarders, met name van de VOC, maar ook wel walvisvaarders en oorlogsschepen. Alle functies werden op de relatief open Waddenzee verricht, daar de haven van Oudeschild pas in 1780 werd aangelegd.

### Bron van inkomsten
Het water afkomstig uit de zogenaamde wezenputten op Texel was sterk ijzerhoudend en daardoor langer houdbaar. Het water was bruin-rood van kleur. Soms konden bemanningsleden van boord gaan en bijvoorbeeld in de herbergen van Oudeschild overnachten. Ook kwam soms een deel van de bemanning pas op de rede aan boord. Daar in de zeventiende eeuw soms wel honderden schepen tegelijk op de rede ankerden, vormden zij voor Texel een aanzienlijke bron van inkomsten.

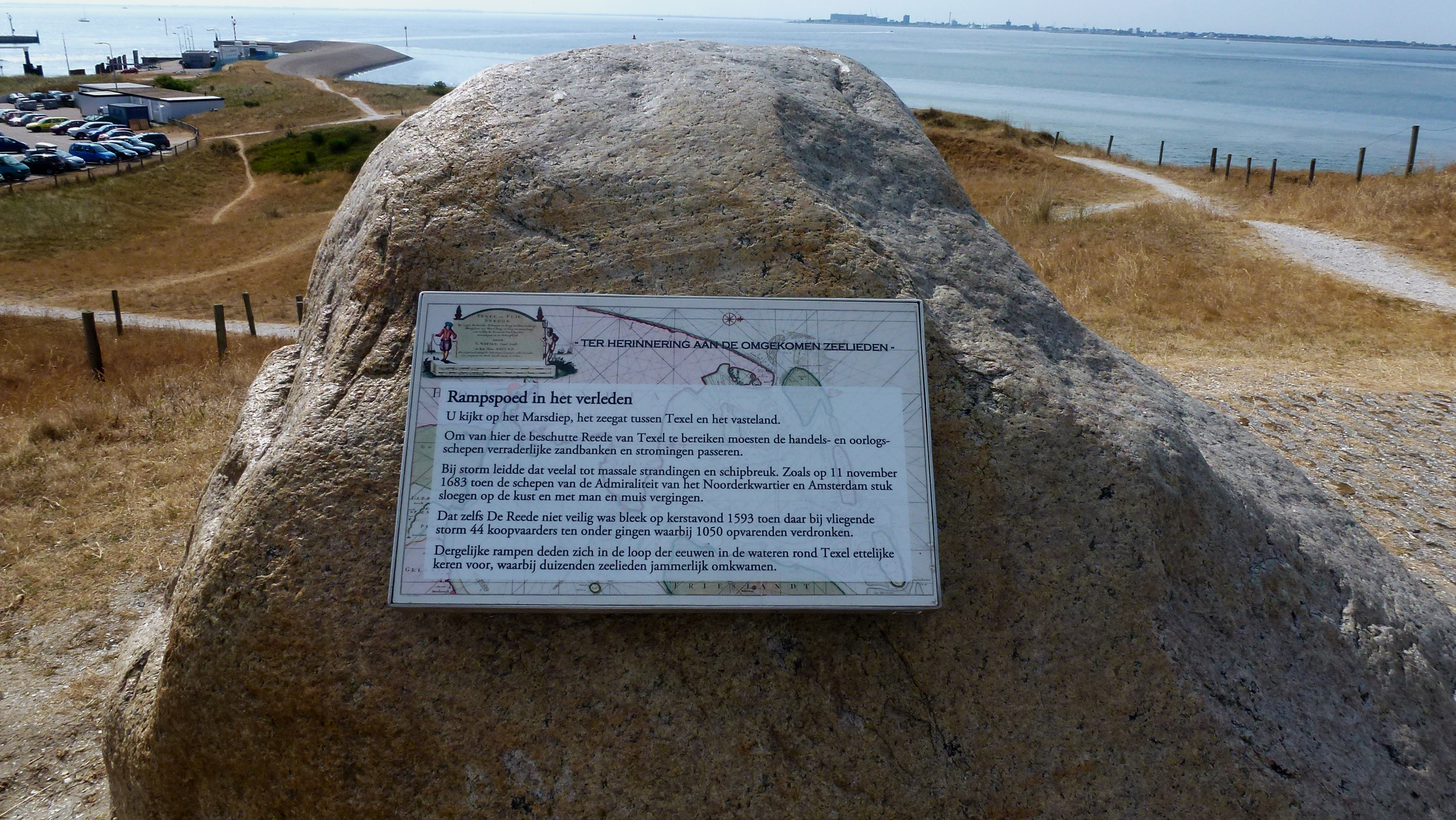
Monument ter herinnering aan de omgekomen zeelieden, december 1593

### Veiligheid
Een rede is een relatief beschutte plaats waar schepen redelijk veilig kunnen ankeren. Relatief en redelijk betekenen echter geen absolute veiligheid en dat was bij Texel ook zeker niet het geval. Het kon er flink stormen en op sommige dagen moeten tot wel tientallen schepen zijn vergaan. In de Kerstnacht van 1593 moeten 44 schepen zijn gezonken en de volgende dag lag de oostkust van Texel bezaaid met wrakstukken en met de lichamen van verdronken zeelieden. De koopman en dichter Roemer Visscher verloor een aantal schepen en noemde zijn derde dochter vervolgens naar die rampzalige nacht: Maria Tesselschade. 
Een nog grotere ramp voltrok zich in de nacht van 18 op 19 december 1660. 's Avonds werden nog 155 schepen op de rede geteld, de volgende morgen slechts 38. Het is niet aannemelijk dat veel van de ontbrekende schepen tijdig een veilige haven hebben weten te bereiken. 

#### Wrakken
Het totaal aantal schepen dat in de loop der eeuwen op de rede moet zijn vergaan, wordt tussen de 500 en 1000 geschat. Slechts een klein deel daarvan kan rond de Texelstroom op de bodem worden aangetroffen. Enkele tientallen wrakken werden door vissers of sportduikers gerapporteerd, naar de rest hoopt de Rijksdienst voor het Cultureel Erfgoed tijdig onderzoek te doen. Een van de wrakken wordt het Palmhoutwrak genoemd. Dit wrak werd wereldnieuws na de vondst van twee bijna complete jurken, een zilveren pronkbeker en andere dure objecten.

### Fort
Rond 1574 liet Willem van Oranje nabij Oudeschild Fort de Schans bouwen, om de Rede van Texel te beschermen. Ook kon vanuit het fort de scheepvaart over het Marsdiep, althans deels, worden gecontroleerd.

### Post
Voor kooplieden in de havensteden was een goede postverbinding met de kapiteins op de rede van groot belang. In 1668 werd een postiljondienst met postagentschappen ingesteld voor het traject Amsterdam - Oudeschild. Tot aan Den Helder ging de post over land, waarna een postboot de oversteek naar Oudeschild nam. Vanaf 1778 bracht een Texelse postwagen brieven voor de Rede van Vlieland naar Eierland, waar een vlet voor de oversteek zorgde en de post werd overgedragen aan het Posthuis van Vlieland.

## Einde
Tussen 1780 en 1876 nam het belang van de Rede van Texel af naar zo goed als niets. De Vierde Engelse zeeoorlog van 1780 tot 1786 bleek bijzonder schadelijk voor de scheepvaart in het algemeen en de Nederlandse koopvaardij in het bijzonder. Eenzelfde effect had de Franse tijd van 1795 tot 1813, onder meer door het Continentaal stelsel waarmee de handel met Engeland werd platgelegd. Nadat in 1824 het Noordhollandsch Kanaal werd geopend, konden sommige schepen de ondiepten van de Zuiderzee omzeilen en was overslag op de rede minder nodig. Een ander deel liet de overslag in Den Helder uitvoeren en maakte gebruik van een transportonderneming als Goedkoop voor vervoer naar Amsterdam. De komst van de stoomvaart betekende dat niet meer op gunstige wind hoefde te worden gewacht. De aanleg van het Noordzeekanaal betekende de doodssteek voor de inmiddels zieltogende rede, daar het Marsdiep de functie van belangrijke scheepvaartroute bijna geheel verloor.

## Trivia
- In het maritieme museum Kaap Skil in Oudeschild bevindt zich een enorme maquette van de Rede van Texel, die een beeld geeft van de bedrijvigheid in de Gouden Eeuw.
- In juni 2013 werd de Rede van Texel voor even weer in gebruik genomen, ter gelegenheid van Sail Den Helder. Tijdens dit evenement kwamen de Russische viermastbark Sedov en het Duitse karveel Lisa von Lübeck met elkaar in aanvaring op de rede.[10]
- De "Rede van Texel" is tevens de naam van een jaarlijkse lezing op Texel. De eerste werd in 2013 uitgesproken door Eberhard van der Laan, waarna onder meer Ahmed Aboutaleb en James Kennedy volgden.[11]